# VAG ADP-motor
VAG ADP motoren er en 4-cylindret benzinmotor fra VAG-koncernen, bygget af støbejern. Den tilsvarende aluminiumsmotor har koden AHL.
Motoren er beregnet til langsliggende montering. Den tilsvarende motor til tværliggende montering har koden AFT.